# تشو يونغ جنغ
تشو يونغ جونغ (من مواليد 18 أغسطس 1954): لاعب كرة قدم سابق من كوريا الجنوبية كان يلعب في مركز الدفاع. وهو الآن رئيس المركز الوطني لكرة القدم باجو (NFC).
وكان عضوا في اللجنة الفنية لكرة القدم من عام 2002 إلى عام 2007. كان ضمن تشكيلة منتخب كوريا الجنوبية لكرة القدم ضمن تصفيات كأس العالم لكرة القدم 1986.

## وصلات خارجية
- Cho Young-jeung – National Team Stats at KFA (بالكورية)
- تشو يونغ جنغ على موقع الاتحاد الدولي (مؤرشف)  (الإنجليزية)
- تشو يونغ جنغ على موقع دوري كوريا الجنوبية (الإنجليزية)
- تشو يونغ جنغ على موقع قاعدة بيانات كرة القدم.إي يو (الإنجليزية)
- تشو يونغ جنغ على موقع ناشيونال فوتبول تيمز (الإنجليزية)
- North American Soccer League Player Profile